# 1656

## Събития
- 15 септември – На власт като велики везири и везири на Османската империя се установяват представители на фамилията Кьопрюлю.
- Томас Уортън (1614 – 1673) издава своето прочуто произведение „Adenographia“ – първия цялостен и изчерпателен труд за жлезите в човешкото тяло. Той открива канала на подчелюстната слюнчена жлеза и пихтията на пъпната връв, които носят неговото име. Прави първото обстойно описание на щитовидната жлеза, чието наименование дава.

## Родени
- 31 май – Марен Маре, френски композитор († 1728)
- 5 юни – Жозеф Питон дьо Турнфор, френски ботаник
- 8 ноември – Едмънд Халей, английски учен

## Починали
- 24 април – Томас Финк, датски лекар, астоном и математик (р. 1561)
- 28 декември – Лоран дьо Ла Ир, френски художник
- Марко Аврелио Северино, италиански лекар, хирург, анатом, физиолог и микроскопист (р. 1580)